# اوتولست
شهر اوتولست (به فرانسوی: Houthulst) در شهرستان دیکسمویید در استان فلاندری غربی در منطقه فلاندری در کشور بلژیک واقع شده‌است.